# Pedro Pichardo
Pedro Pablo Pichardo Peralta, född 30 juni 1993 i Santiago de Cuba, är en kubanskfödd portugisisk friidrottare som tävlar i tresteg. Han tog guld vid olympiska sommarspelen 2020 i Tokyo. Pichardos personbästa är på 18,08 meter, vilket är det sjätte längsta hoppet genom tiderna.
Pichardo blev juniorvärldsmästare 2012 och silvermedaljör vid VM 2013. Han tog silver vid inomhus-VM 2022 i Belgrad och guld vid VM 2022 i Eugene. Vid OS 2024 tog han silver i tresteg.

## Karriär
I juli 2012 tog Pichardo guld vid junior-VM i Barcelona efter ett hopp på 16,79 meter. I februari 2013 hoppade Pichardo för första gången över 17-metersgränsen då han hoppade 17,16 meter vid en tävling i Havanna. I juni samma år förbättrade Pichardo sitt personbästa och satte ett nytt världsårsbästa då han hoppade 17,69 meter vid en tävling i Havanna. I augusti 2013 vid VM i Moskva tog Pichardo silver efter ett hopp på 17,68 meter och blev endast besegrad av Teddy Tamgho.
I mars 2014 vid inomhus-VM i Sopot tog Pichardo brons med ett hopp på 17,24 meter och slutade bakom ryska Ljukman Adams samt landsmannen Ernesto Revé. Den 15 maj 2015 passerade Pichardo för första gången 18-metersstrecket vid Qatar Athletic Super Grand Prix, där han hoppade 18,06 meter. 13 dagar senare förbättrade Pichardo sitt personbästa och kubanska rekord vid en tävling i Havanna där han hoppade 18,08 meter. I juli 2015 vid panamerikanska spelen i Toronto tog Pichardo guld efter ett hopp på 17,54 meter. Följande månad vid VM i Peking tog han silver med ett hopp på 17,73 meter och slutade endast bakom amerikanen Christian Taylor.
2016 var Pichardo uttagen i Kubas trupp till olympiska sommarspelen 2016 i Rio de Janeiro. Han kom dock inte till start i trestegstävlingen på grund av en fraktur i fotleden. I april 2017 försvann Pichardo från ett träningsläger som det kubanska landslaget var på i Stuttgart, Tyskland. Ett par dagar efter försvinnandet dök han upp i Portugal och skrev på ett kontrakt med SL Benfica. I december 2017 fick Pichardo ett portugisiskt medborgarskap och i oktober 2018 meddelade IAAF att han beviljades tävla för Portugal med start den 1 augusti 2019. Pichardo slutade på 4:e plats vid VM 2019 i Doha.
I mars 2021 vid inomhus-EM i Toruń tog Pichardo guld med ett hopp på 17,30 meter. I augusti 2021 vid OS i Tokyo tog Pichardo guld i trestegstävlingen med ett hopp på 17,98 meter och satte samtidigt ett nationsrekord för Portugal. I mars 2022 vid inomhus-VM i Belgrad tog han silver i tresteg efter att hoppat 17,46 meter, vilket var ett nytt portugisiskt inomhusrekord. I juli 2022 vid VM i Eugene tog Pichardo guld i trestegstävlingen efter ett hopp på världsårsbästat 17,95 meter. Följande månad vid EM i München tog han guld i tresteg efter ett hopp på 17,50 meter.
I mars 2023 tog Pichardo sitt andra raka guld vid inomhus-EM i Istanbul och noterade ett nytt nationsrekord efter ett hopp på 17,60 meter samt nytt världsårsbästa.

## Internationella tävlingar
| År                    | Tävling                        | Plats             | Placering         | Gren              | Distans            |
| Tävlande för Kuba     | Tävlande för Kuba              | Tävlande för Kuba | Tävlande för Kuba | Tävlande för Kuba | Tävlande för Kuba  |
| --------------------- | ------------------------------ | ----------------- | ----------------- | ----------------- | ------------------ |
| 2012                  | Juniorvärldsmästerskapen       | Barcelona         | 1:a               | Tresteg           | 16,79 m            |
| 2013                  | Världsmästerskapen             | Moskva            | 2:a               | Tresteg           | 17,68 m            |
| 2014                  | Inomhusvärldsmästerskapen      | Sopot             | 2:a               | Tresteg           | 17,24 m            |
| 2015                  | Panamerikanska spelen          | Toronto           | 1:a               | Tresteg           | 17,54 m            |
| 2015                  | Världsmästerskapen             | Peking            | 2:a               | Tresteg           | 17,73 m            |
| Tävlande för Portugal |                                |                   |                   |                   |                    |
| 2019                  | Världsmästerskapen             | Doha              | 4:a               | Tresteg           | 17,62 m            |
| 2021                  | Europeiska inomhusmästerskapen | Toruń             | 1:a               | Tresteg           | 17,30 m            |
| 2021                  | Olympiska sommarspelen         | Tokyo             | 1:a               | Tresteg           | 17,98 m 0NR0       |
| 2022                  | Inomhusvärldsmästerskapen      | Belgrad           | 2:a               | Tresteg           | 17,46 m 0NR0       |
| 2022                  | Världsmästerskapen             | Eugene            | 1:a               | Tresteg           | 17,95 m            |
| 2022                  | Europamästerskapen             | München           | 1:a               | Tresteg           | 17,50 m            |
| 2023                  | Europeiska inomhusmästerskapen | Istanbul          | 1:a               | Tresteg           | 17,60 m 0VB0, 0NR0 |
| 2024                  | Europamästerskapen             | Rom               | 2:a               | Tresteg           | 18,04 m 0NR0       |

## Personliga rekord
| Utomhus - Tresteg – 18,08 m (Havanna, 28 maj 2015) 0NR0 - Längdhopp – 7,81 m (Bilbao, 20 juni 2015) | Inomhus - Tresteg – 17,60 m (Istanbul, 3 mars 2023) 0NR0 |